# Бернардо Салвиати
Бернардо Салвиати (на италиански: Bernardo Salviati; * 1508 във Флоренция; † 6 май 1568 в Рим) е италиански кардинал на католическата църква и кондотиер.
Произлиза от благородническата фамилия Салвиати. Той е петият син на банкера Якопо Салвиати (1461–1533) и съпругата му Лукреция де Медичи (1470—1553), дъщеря на Лоренцо Великолепи (1449–1492), владетел на Флоренция, и съпругата му Клариче Орсини. Брат е на Джовани Салвиати (1490–1553), кардинал от 1517 г., и на Мария Салвиати, майката на Козимо I де Медичи, велик херцог на Тоскана. Чичо е и на папа Лъв XI, Антон Мария Салвиати, кардинал от 1583 г.
Майка му е сестра на папа Лъв X, Пиеро де Медичи, владетел на Флоренция (1492–1494), и Джулиано де Медичи, херцог на Немур.
Бернардо е определен за духовническа кариера. На младини става рицар на Малтийския орден. Бернардо Салвиати става генерал на галерите на Малтийския орден и велик приор на Рим (1525–1563), воюва против Османската империя. Отказва се от военната си кариера и става епископ на Сен-Папул във Франция. На 26 февруари 1561 г. папа Пий IV го номинира за кардинал.